# Jerzy Fitio
Jerzy Fitio (ur. 28 sierpnia 1907 we Lwowie, zm. 6 września 1982 w Koszalinie) – polski aktor teatralny i filmowy, solista operowy i operetkowy.

## Życiorys
Rozpoczął studia prawnicze we Lwowie, jednocześnie statystując w tamtejszym teatrze. W 1927 roku uczęszczał do studia teatralnego Wandy Siemaszkowej, a w 1935 roku był słuchaczem wydziału aktorskiego Państwowego Instytutu Sztuki Teatralnej w Warszawie. W latach 1936–1939 występował w lwowskim Teatrze Miejskim oraz pobierał lekcje śpiewu u Adam Didiura.
Po wybuchu II wojny światowej pozostał we Lwowie, gdzie był solistą Państwowego Teatru Opery i Baletu (1931-1941) oraz aktorem Polskiego Teatru Dramatycznego (1944-1945). Następnie przeniósł się do Katowic, gdzie grał w Teatrze Śląskim (1945-1948). Lata 1949-1956 spędził na scenach krakowskich, występując w Miejskich Teatrach Dramatycznych (1949-1953), Teatrze Satyryków (1953-1955) oraz Starym Teatrze im. Heleny Modrzejewskiej (1955-1956). W kolejnych latach był członkiem zespołów: Teatru Rozmaitości we Wrocławiu (1960-1961), Teatru im. Adama Mickiewicza w Częstochowie (1961-1962), Operetki Lubelskiej (1962-1963), Teatru im. Juliusza Osterwy w Lublinie (1963-1965), Bałtyckiego Teatru Dramatycznego w Koszalinie (1965-1976, 1979-1982) oraz Teatru Dramatycznego w Elblągu (1976-1979). Ponadto wystąpił w trzech spektaklach Teatru Telewizji (1958-1969) oraz trzech audycjach Teatru Polskiego Radia (1951-1976).
Był żonaty z aktorką Jadwigą Bogusz-Fitio. Został pochowany na Cmentarzu Komunalnym w Koszalinie (kwatera AZ–2–2–31).
Imieniem Jerzego Fitio została nazwana jedna z ulic na koszalińskim Osiedlu Bukowe.

### Odznaczenia i nagrody
- 1969 - wyróżnienie za rolę Miechoducha w przedstawieniu "Krakowiacy i Górale" Wojciecha Bogusławskiego na XI Festiwalu Teatrów Polski Północnej w Toruniu
- 1972 - nagroda Prezydium Wojewódzkiej Rady Narodowej w Koszalinie za upowszechnianie kultury
- 1973 - Złoty Krzyż Zasługi

## Filmografia
- Zimowy zmierzch (1956) - Lernartowicz, mężczyzna kupujący bilet do Budwin
- Miasteczko (1958) - złodziej
- Święta wojna (1965)
- Niebieskie jak Morze Czarne (1971)
- Linia (1974) - recepcjonista w hotelu